# Raccroche !
Pour plus de détails, voir Fiche technique et Distribution.
Raccroche ! (Appelle-moi au Québec ; Hanging Up) est un film américain réalisé par Diane Keaton, sorti en 2000, racontant l'histoire de trois sœurs qui doivent faire face à la maladie de leur père mourant alors qu'elles n'ont jamais eu de relations particulières avec ce-dernier. Le film met en scène Diane Keaton, Meg Ryan, Lisa Kudrow et Walter Matthau (qui joue ici dans son dernier film). Le film est basé sur le livre du même nom de Delia Ephron.

## Synopsis
Georgia, Eve et Madeline sont trois soeurs qui s'entendent bien. Georgia (Diane Keaton) est la rédactrice en chef d'un magazine qui porte son prénom. Eve (Meg Ryan) est une organisatrice de réception, mariée et mère d'un petit garçon. Madeline (Lisa Kudrow), la benjamine, joue dans un soap opera et tente d'affirmer sa propre identité auprès de ses sœurs. Lorsque leur père Lou Mozell (Walter Matthau), abandonné par sa femme il y a de nombreuses années, se retrouve hospitalisé, Eve se retrouve à gérer seule la situation. Elle va devoir mettre ses soeurs face à leurs responsabilités face à la maladie de leur père...

## Fiche technique
- Titre : Raccroche !
- Titre original : Hanging Up
- Réalisation : Diane Keaton
- Scénario : Nora et Delia Ephron, d'après le livre éponyme de cette dernière
- Production : Delia Ephron, Nora Ephron, Laurence Mark (en), Diana Pokorny, Bill Robinson
- Société de production : Columbia Pictures
- Budget : 60 000 000 $
- Musique : David Hirschfelder
- Photographie : Howard Atherton
- Montage : Julie Monroe
- Décors : Florence Fellman
- Costumes : Bobbie Read
- Pays d'origine : États-Unis
- Format : couleur - 1,85:1 - DTS / Dolby Digital / SDDS - 35 mm
- Genre : Comédie
- Durée : 97 minutes
- Dates de sortie :
  -  États-Unis : 16 février 2000
  -  France : 7 juin 2000

## Distribution
- Meg Ryan (V. F. : Virginie Ledieu ; V. Q. : Claudie Verdant) : Eve Mozell Marks
- Diane Keaton (V. F. : Béatrice Delfe ; V. Q. : Élizabeth Lesieur) : Georgia Mozell
- Lisa Kudrow (V. F. : Michèle Lituac ; V. Q. : Isabelle Leyrolles)  : Maddy Mozell
- Walter Matthau (V. F. : André Valmy ; V. Q. : Yves Massicotte) : Lou Mozell
- Adam Arkin (V. Q. : Jacques Lavallée) : Joe Marks
- Shaun Duke : Dr Omar Kunundar
- Ann Bortolotti : Ogmed Kunundar
- Cloris Leachman (V. Q. : Béatrice Picard) : Pat Mozell
- Maree Cheatham : Angie
- Myndy Crist : Dr Kelly
- Libby Hudson : Libby
- Jesse James : Jesse Marks
- Edie McClurg : Esther
- Tracee Ellis Ross : Kim
- Celia Weston : Madge Turner
- Bob Kirsh : représentant de la Nixon Library
- Stephanie Ittleson : Victoria
- Venessia Valentino : infirmière à Mesh Window
- R.A. Buck : Gay Man
- Phil Levesque : Gay Man
- Paige Wolfe : Eve à 6 ans
- Charles Matthau : Lou jeune
- Ethan Dampf : Jesse à 4 ans
- Mary Beth Pape : mère à la fête
- Catherine Paolone : docteur
- Carol Mansell : femme qui reconnaît Maddy
- Katie Stratton : Georgia à 12 ans
- Talia-Lynn Prairie : Maddy à 4 ans
- Kristina Dorn : Pat jeune
- Lucky Vanous : Montana Dude
- Bill Robinson : docteur on Soap
- Jaffe Cohen : Sub-Editor
- Johnathan Cale : coiffeur

Sources et légendes: Version française (VF) sur RS Doublage Version québécoise (VQ) sur Doublage Québec

## Autour du film
- Ce film marque la dernière apparition de Walter Matthau au cinéma. En raison de son mauvais état de santé tout au long du tournage, il a été diagnostiqué du cancer du côlon pour la deuxième fois de sa vie en novembre 1999, peu de temps après que le tournage est terminé. Il est mort sept mois plus tard et quatre mois après la sortie du film, le 1er juillet 2000.

### Lieux de tournage
Le film a été tourné en Californie, où l'action se déroule.